# Église Saint-Patrick de Québec
Pour les articles homonymes, voir Église Saint-Patrick.
L’église Saint-Patrick de Québec de Québec est une église catholique située dans le quartier du Vieux-Québec–Cap-Blanc–colline Parlementaire de l'arrondissement de La Cité-Limoilou à Québec.

## Galerie

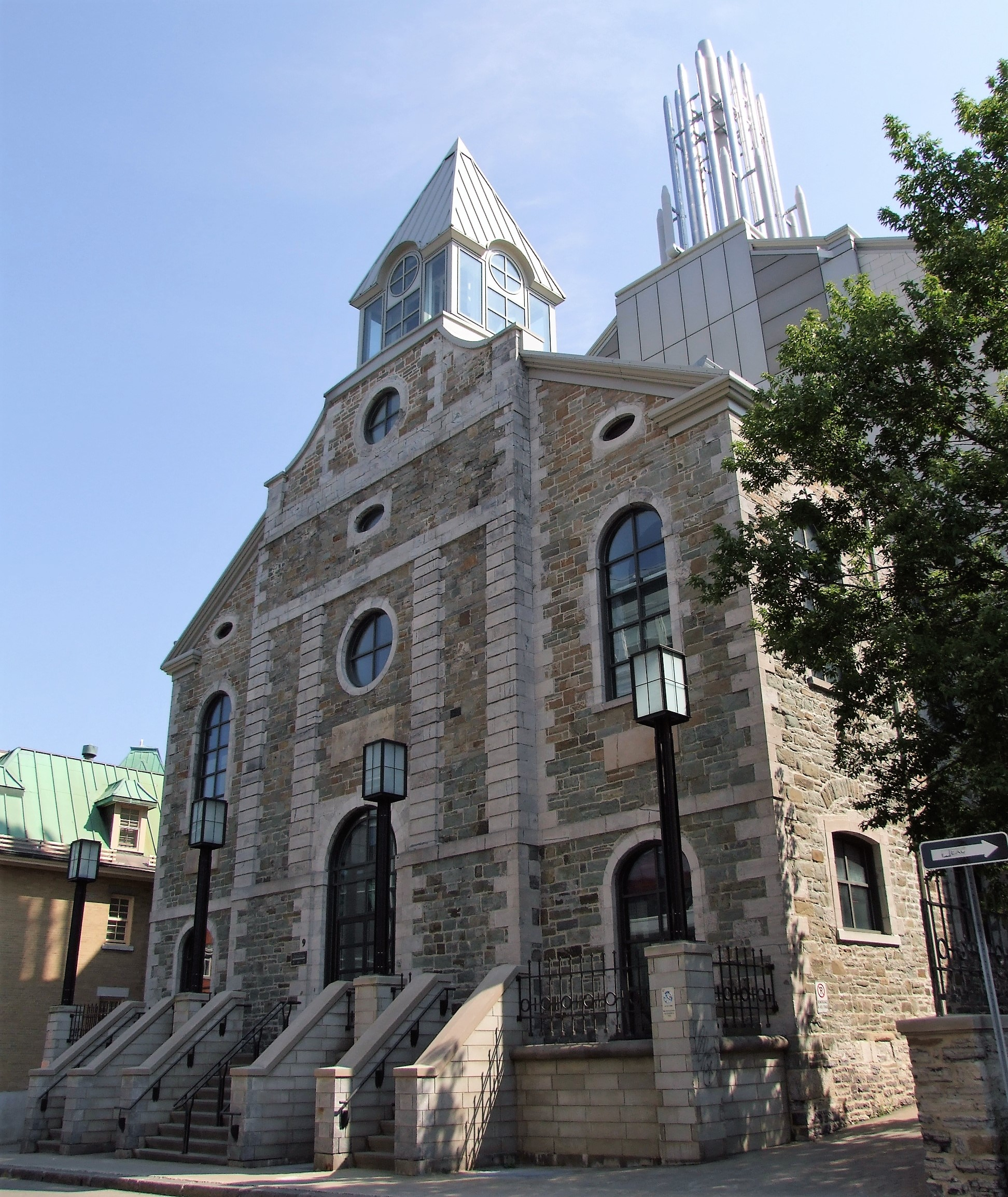
Première église (1833 à 1915)
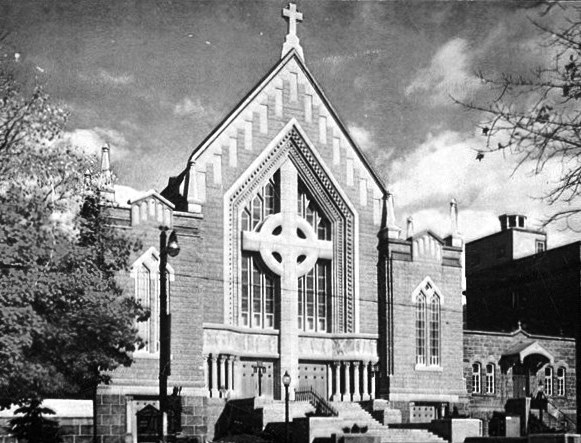
Deuxième église (1915 à 1988)
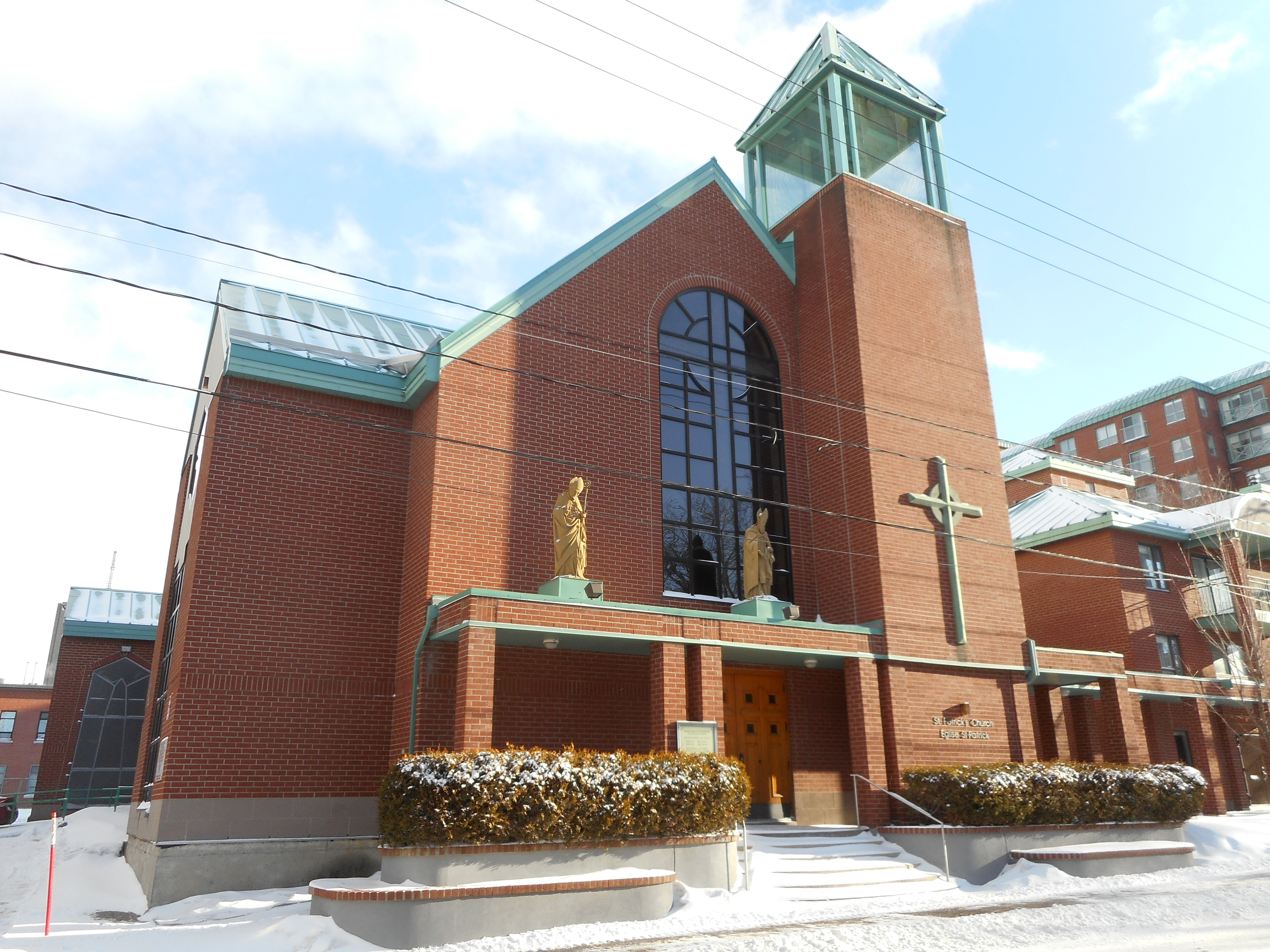
Église actuelle (depuis 1988)

## Sources
- (en) Saint Patrick's Parish - History
- Église de Saint-Patrick - Répertoire du patrimoine culturel du Québec